# Kingdom of Sorrow

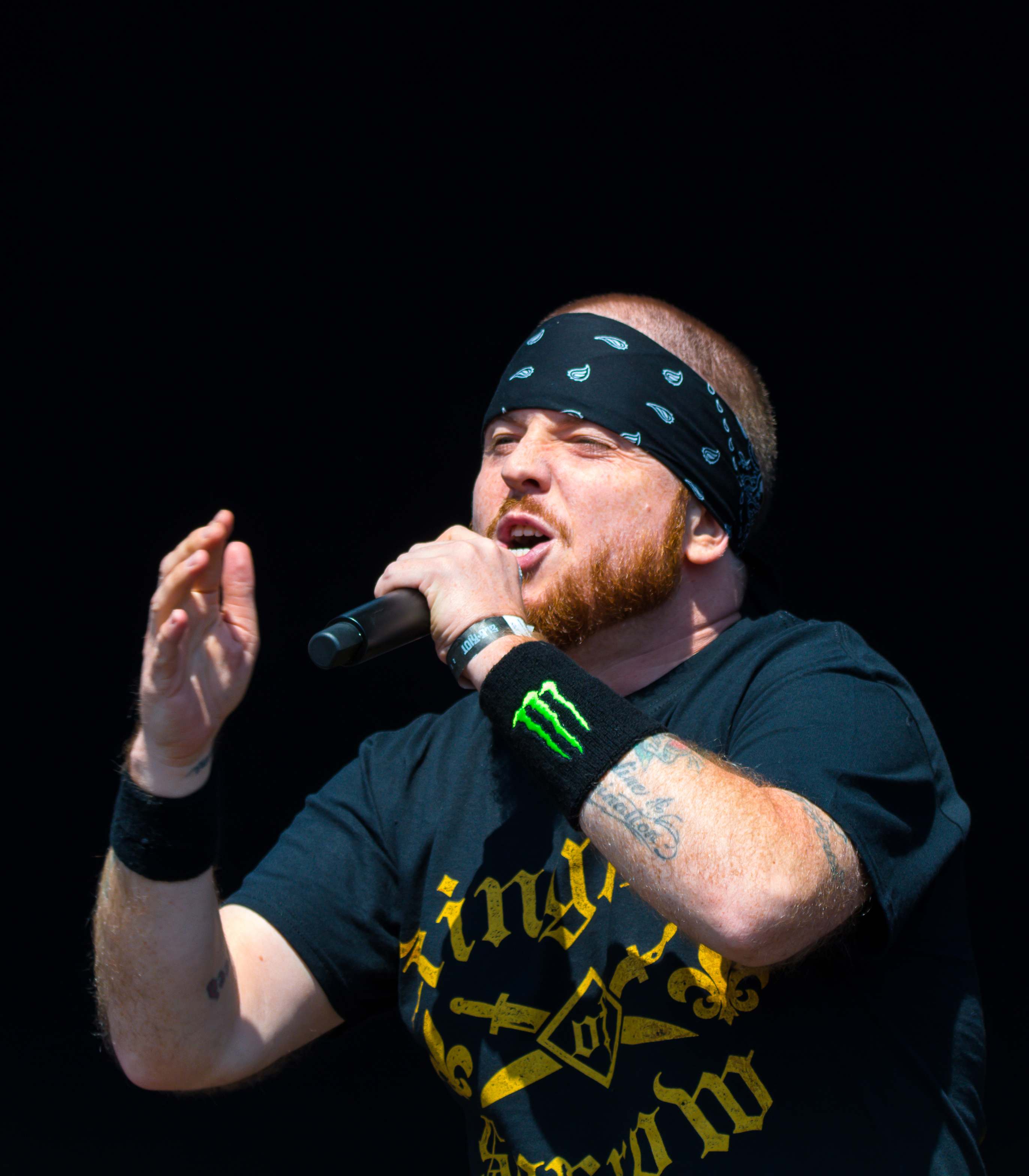
Jamey Jasta

 Kingdom of Sorrow  oder auch KoS ist eine 2005 gegründete Band. Gründungsmitglieder und Songwriter sind Jamey Jasta (Hatebreed, Icepick) und Kirk Windstein (Crowbar, Down).

## Geschichte
Jamey Jasta und Kirk Windstein lernten sich in den frühen 1990er Jahren bei einem Crowbar-/Down-Konzert kennen. Jasta, der in den 1990er Jahren als Booker in Neuengland tätig war, engagierte Crowbar für einige Konzerte, um mit seiner Band Hatebreed ebenfalls dort aufzutreten. 2005 kam es dann zu einer gemeinsamen Tour von Crowbar und Hatebreed, bei der auch die Idee für ein gemeinsames Projekt entstand. Kurz darauf, im Mai 2005, kam es zu ersten Aufnahmen und im April 2006 zur ersten Veröffentlichung auf der Kompilation MTV2 Headbangers Ball: The Revenge, auf der Buried in Black enthalten war. Das selbstbetitelte Debütalbum Kingdom of Sorrow wurde von Chris Zeuss Harris in den Planet-Z Studios produziert und erschien am 19. Februar 2008 auf Relapse Records. Für die anstehende Tour wurden der Gitarrist Steve Gibb (Crowbar, Black Label Society), Bassist Matthew Brunson (Crowbar) und Schlagzeuger Derek Kerswill (Unearth, Seemless) engagiert. Am 8. Juni 2010 erschien das aktuelle Album Behind the Blackest Tears auf Relapse Records. In der momentanen Besetzung wurden Steve Gibb und Derek Kerswill durch Charlie und Nick Bellmore – beides Mitglieder der Band Phantoms – ersetzt.

## Diskografie
Alben
- 2008: Kingdom of Sorrow (Relapse Records)
- 2010: Behind the Blackest Tears (Relapse Records)